# EuroMOT
L'EuroMOT è un mercato ad asta con sistema di negoziazione che accoppia gli ordini sulla base del prezzo e della quantità e, a parità di prezzo, in base all'ordine che è stato immesso nel sistema per primo.
L'EuroMOT è suddiviso in tre segmenti di mercato:
- Eurobbligazioni;
- Asset-backed security;
- Titoli di emittenti esteri.

Gli operatori autorizzati ad effettuare le negoziazioni sull'EuroMOT sono le banche, le imprese d'investimento e gli agenti di cambio autorizzati alla negoziazione per conto terzi.